# Сплавной (Виноградовский район)
Сплавной — посёлок сельского типа в Виноградовском районе Архангельской области. Входит в состав Усть-Ваеньгского сельского поселения.

## География
Сплавной расположен на правом берегу реки Северная Двина, севернее посёлка Усть-Ваеньга. Севернее Сплавного, у речки Малая Шеньга, находится деревня Красная Горка (нежил.), где фермерствовал архангельский мужик Николай Семёнович Сивков. Напротив деревни, на левом берегу Северной Двины находится моржегорская деревня  Уйта. От Архангельска до запани Усть-Ваеньга по Северной Двине — 284 км.

## Население
| 2002 | 2010 | 2012 |
| ---- | ---- | ---- |
| 8    | ↘0   | →0   |

Население Сплавного, по данным Всероссийской переписи населения 2010 года, составляет 83 человека. В 2009 году в посёлке числилось 107 человек, из них — 38 пенсионеров.

### Топографические карты
- [mapp38.narod.ru/map1/index25.html P-38-39,40. (Лист Усть-Ваеньга)]
- Сплавной на Wikimapia
- Сплавной. Публичная кадастровая карта